# Exocentrus binhensis
Exocentrus binhensis är en skalbaggsart som beskrevs av Stefan von Breuning 1957. Exocentrus binhensis ingår i släktet Exocentrus och familjen långhorningar. Inga underarter finns listade i Catalogue of Life.